# ویلیام پوتس دیویس
ویلیام پوتس دیویس (زاده ۵ مه ۱۷۶۸ – درگذشته ۱۸ مه ۱۸۴۱) یک پزشک آمریکایی بود که بیشتر به دلیل کارش در زمینه زنان و زایمان شناخته می‌شود و در زندگی‌نامه‌های پزشکی آمریکایی به‌عنوان یک متخصص زنان و زایمان فیلادلفیایی توصیف می‌شود که آن‌قدر معروف بود که هیچ زنی در آن زمان خود را در دستان دیگر ایمن نمی‌دانست.

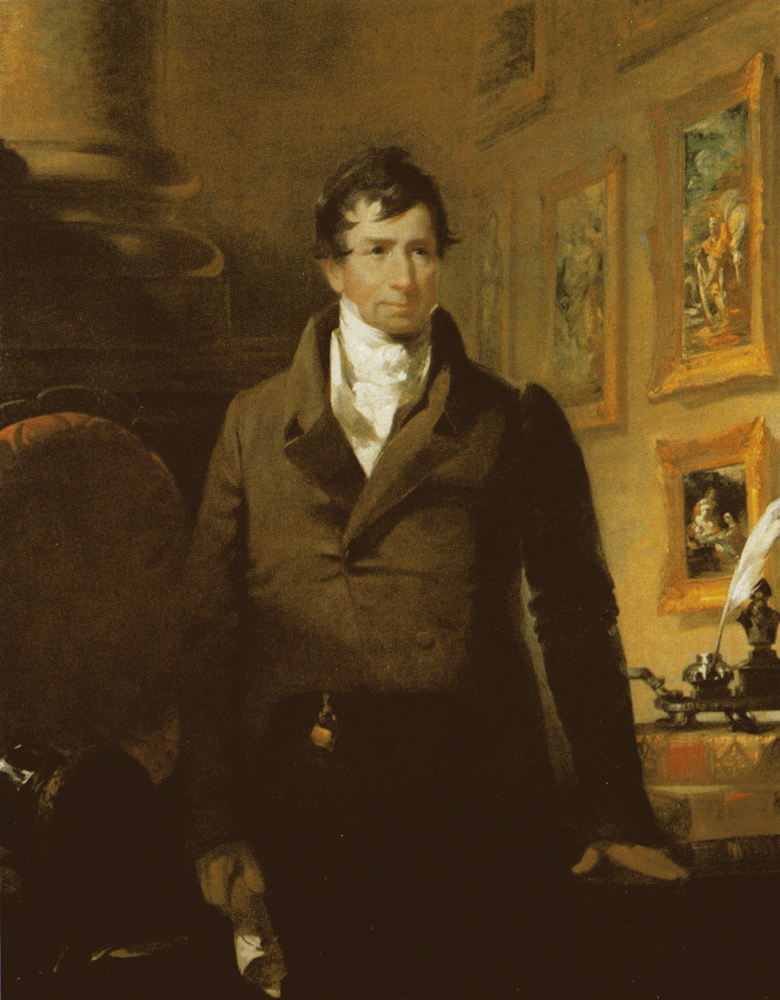
دیویس در حدود. ۱۸۳۳، پرتره توسط جان نیگل

دیویس لیسانس پزشکی و در سال ۱۸۰۶ مدرک دکترای خود را از گروه پزشکی دانشگاه پنسیلوانیا دریافت کرد، جایی که از سال ۱۸۳۴ تا ۱۸۴۱ به عنوان پروفسور مامایی و کرسی زنان و زایمان انتخاب شد. در سال ۱۸۱۹، دیویس به عضویت انجمن فلسفی آمریکایی انتخاب شد شهرت او عمدتاً ناشی از سه کتاب است که در اواسط دهه ۱۸۲۰ به‌سرعت منتشر شد، که هر کدام حداقل به ۱۰ نسخه رسید: سیستم جامع مامایی (۱۸۲۴)، رساله در مورد درمان فیزیکی و پزشکی کودکان (۱۸۲۵)، و رساله در مورد بیماری‌های زنان (۱۸). از این میان، سیستم مامایی ماندگارترین تأثیر را داشت و ایده‌هایی را از پزشکان بریتانیایی و اروپایی قاره‌ای (به ویژه ژان لوئی بودلوک) معرفی کرد و برای مدتی به مرجع استاندارد مامایی در ایالات متحده تبدیل شد.

## کارها
- مقاله ای در مورد ابزارهای کاهش درد و تسهیل موارد خاص زایمان دشوار (۱۸۰۶)
- سیستم جامع مامایی (۱۸۲۴)
- رساله در مورد درمان فیزیکی و پزشکی کودکان (۱۸۲۵)
- رساله در مورد بیماریهای زنان (۱۸۲۶)
- تمرین پزشکی (۱۸۳۰)